# Perstorp (comune)
Perstorp è un comune svedese di 7 034 abitanti, situato nella contea di Scania. Il suo capoluogo è la cittadina omonima.